# Équerre
Pour les articles homonymes, voir Équerre (homonymie).
Cet article possède un paronyme, voir Hecker.

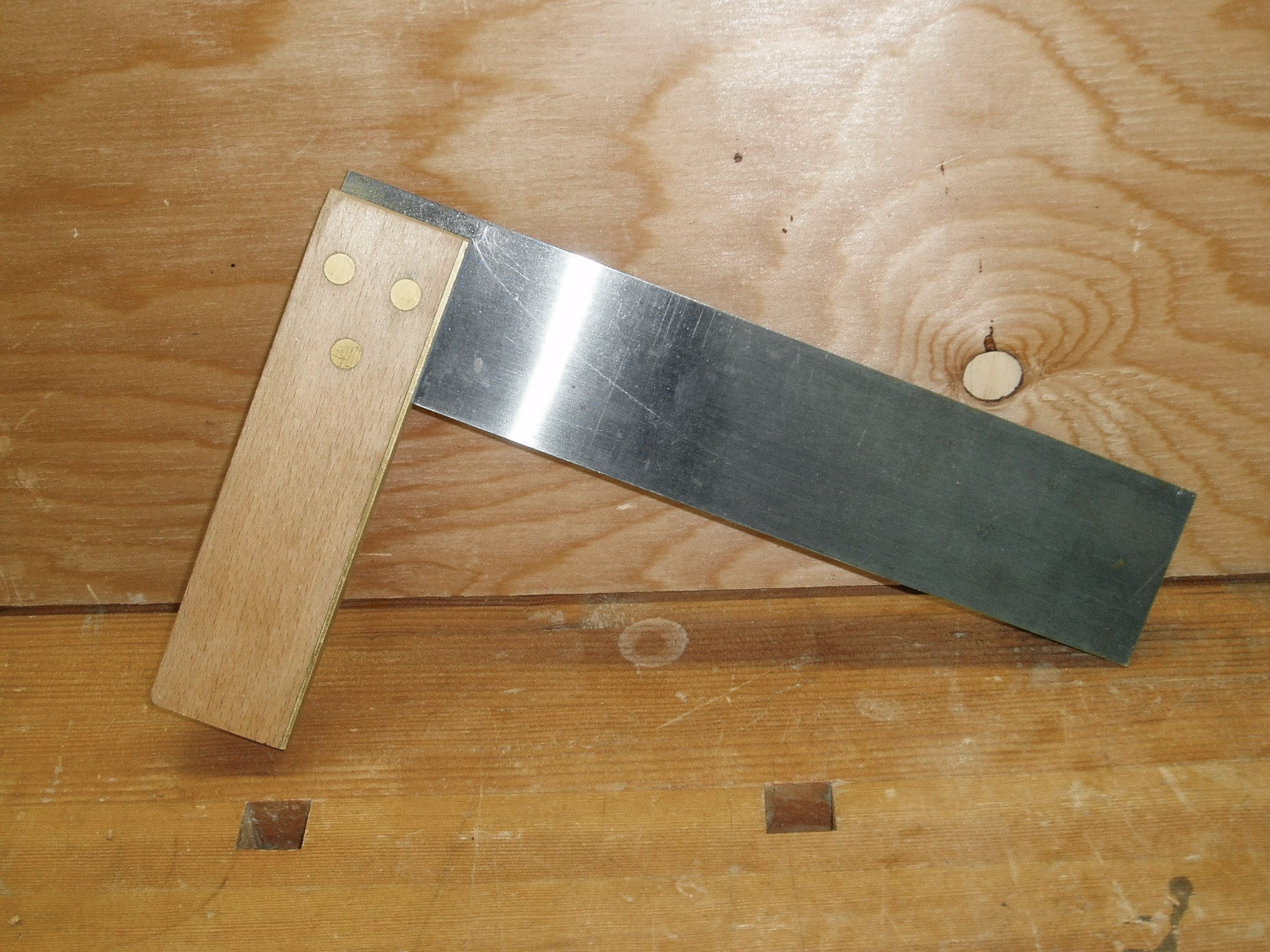
Équerre à épaulement.

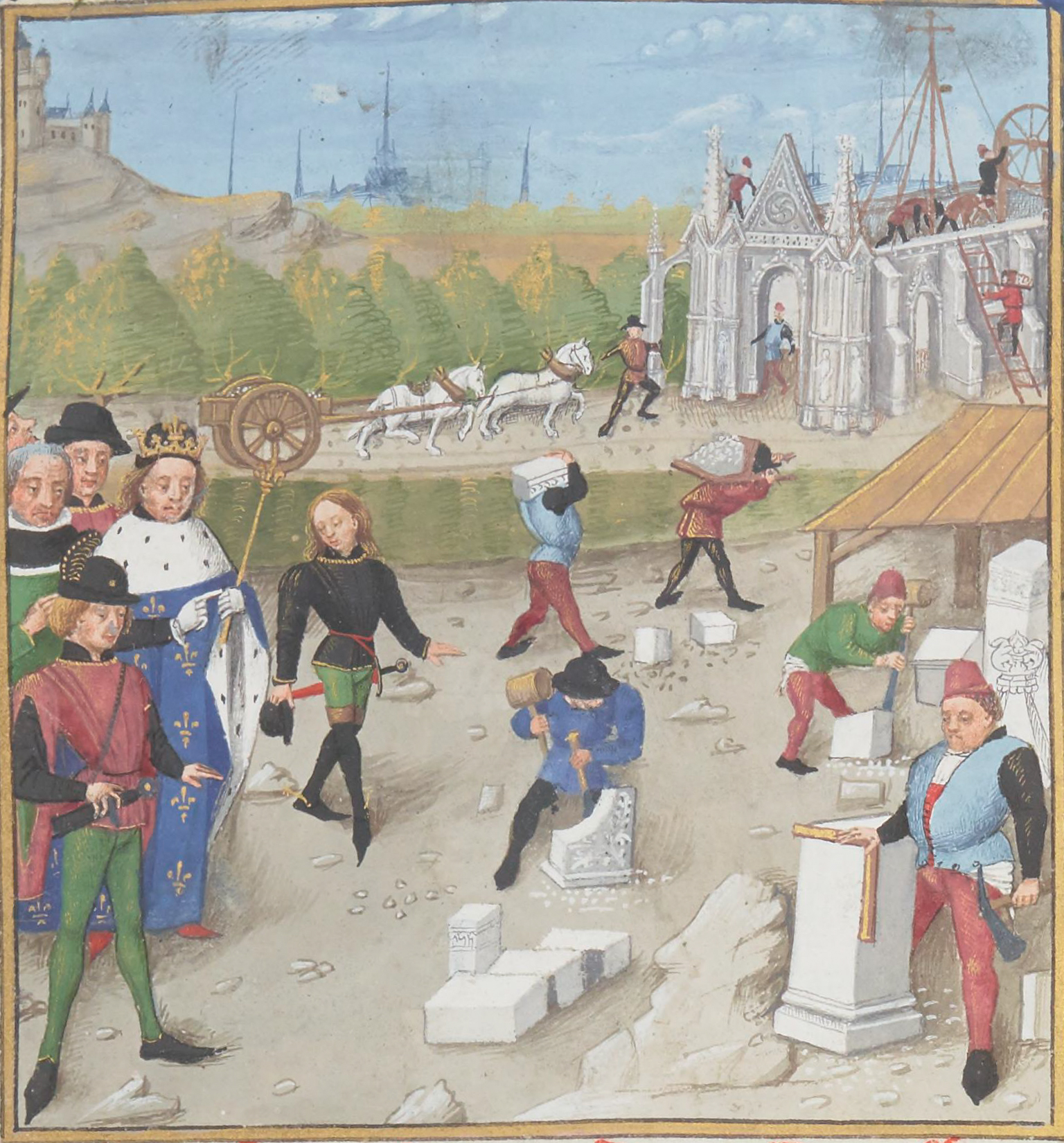
Un tailleur de pierre vérifie, avec son équerre en métal et sans graduation, les angles droits d'un pilier (Dagobert visitant le chantier de la construction de Saint-Denis, enluminure de Robinet Testard dans les Grandes Chroniques de France, 1471).

Une équerre est un instrument formé de deux pièces ajustées à angle droit utilisée soit pour vérifier des angles dièdres droits, soit pour tracer des angles plans droits.

## Étymologie

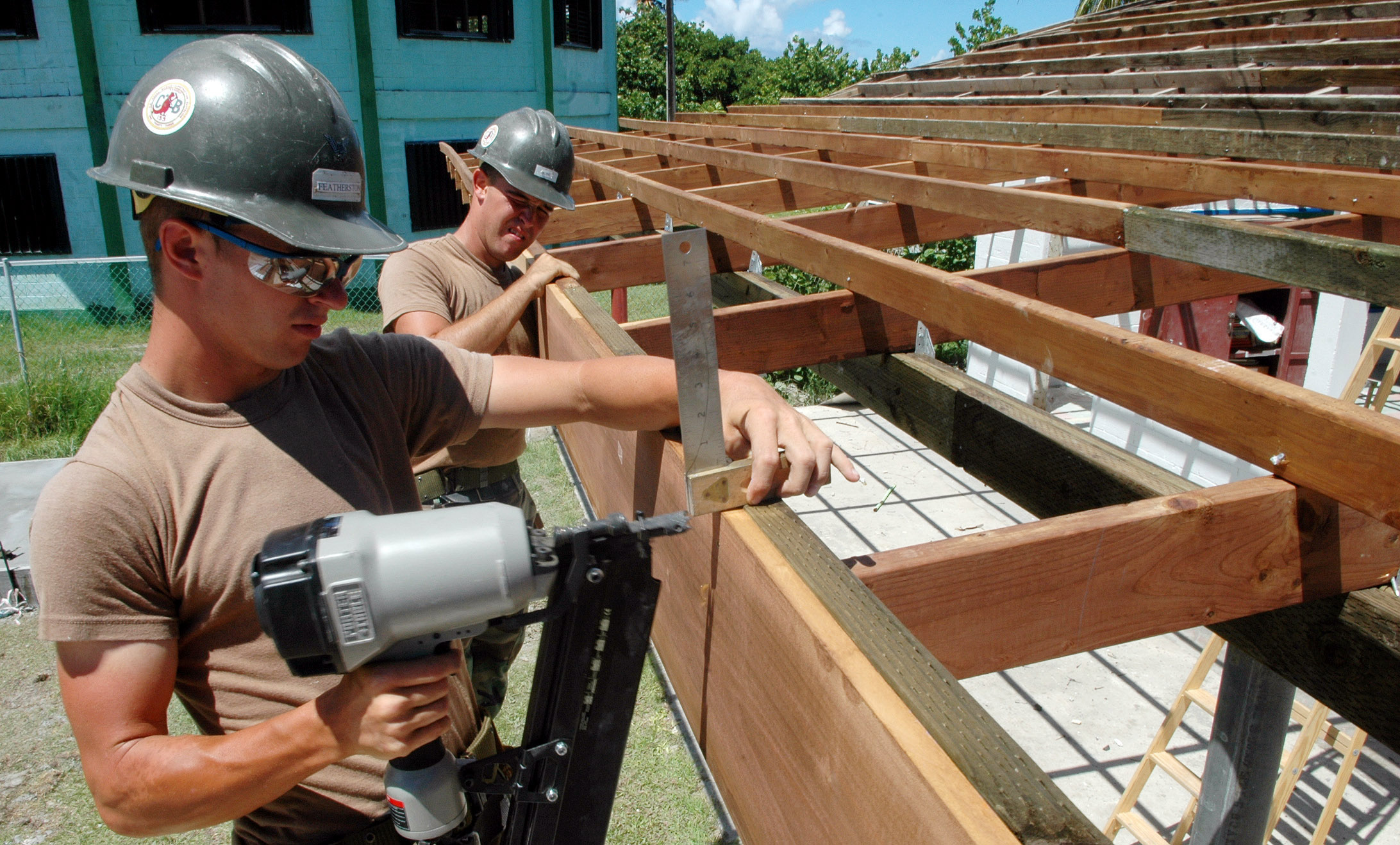
Charpentier utilisant une équerre de menuisier.

Équerre, du préfixe é,, et du latin quadrare,, rendre carré.

## Usage
- Géométrie
- Dessin, dessin technique, industriel
- Ébénisterie, menuiserie, charpente, mécanique, ajustage

## Type
- Équerre à épaulement : équerre dont une des branches est plus épaisse que l'autre
- Équerre d'ajusteur : une équerre métallique, plate et épaisse (plusieurs millimètres) dont la précision est au moins égale à un dixième de degré pour l'angle droit.
- Équerre à chapeau : une équerre métallique, plate et épaisse (plusieurs millimètres) dont la précision est au moins égale à un dixième de degré pour l'angle droit, possédant sur son petit côté un rebord qui permet de la positionner avec précision.
- Équerre optique : instrument servant à repérer une perpendiculaire. Les géomètres utilisent sur le terrain des équerres optiques équipées de prismes.
- Double équerre ou té : équerre dont les deux pièces sont assemblées en « T »
- Équerre graduée : une des branches est graduée en millimètres ou en pouces.
- Équerre de charpente, dite équerre alsacienne, équerre en acier utilisée par les charpentiers, caractérisée par sa grande taille (700 × 300 mm environ). Elle est graduée en millimètres sur les deux faces et munie de perçages permettant des tracés parallèles tous les 5 mm.
- Fausse équerre ou sauterelle : équerre dont les deux branches sont mobiles de telle sorte que l'angle qu'elles forment peut être quelconque. Instrument utilisé pour reporter avec précision des angles[n 3].
  - La fausse équerre peut consister en un rapporteur fixé à l'extrémité d'une règle simple.
- Équerre à double onglet : permet d'obtenir directement les angles de 30°/ 60°/ 45°/ 90°
- Équerre à six pans : les deux branches forment un angle de 120°
- Équerre à huit pans : les deux branches forment un angle de 135°
- Équerre à combinaisons : longue règle sur laquelle sont fixés jusqu'à trois dispositifs différents. Équerre polyvalente pouvant servir de règle graduée, d'équerre simple, d'équerre en T ou à onglets, d'équerre à centrer, de niveau, de mesure de profondeur ou de rapporteur[3].
- Équerre triangulaire : utilisée pour la géométrie, le dessin technique ou industriel ou l'usage scolaire, elle se présente sous la forme d'un triangle rectangle dont deux des angles font 30 et 60 degrés (demi-triangle équilatéral), ou chacun 45 degrés (triangle isocèle rectangle)[4].
- Demi-carré, instrument utilisé en géométrie et combinant les fonctions d'un rapporteur, d'une équerre et d'une règle.

Différents types d'équerres
Équerre à chapeau.
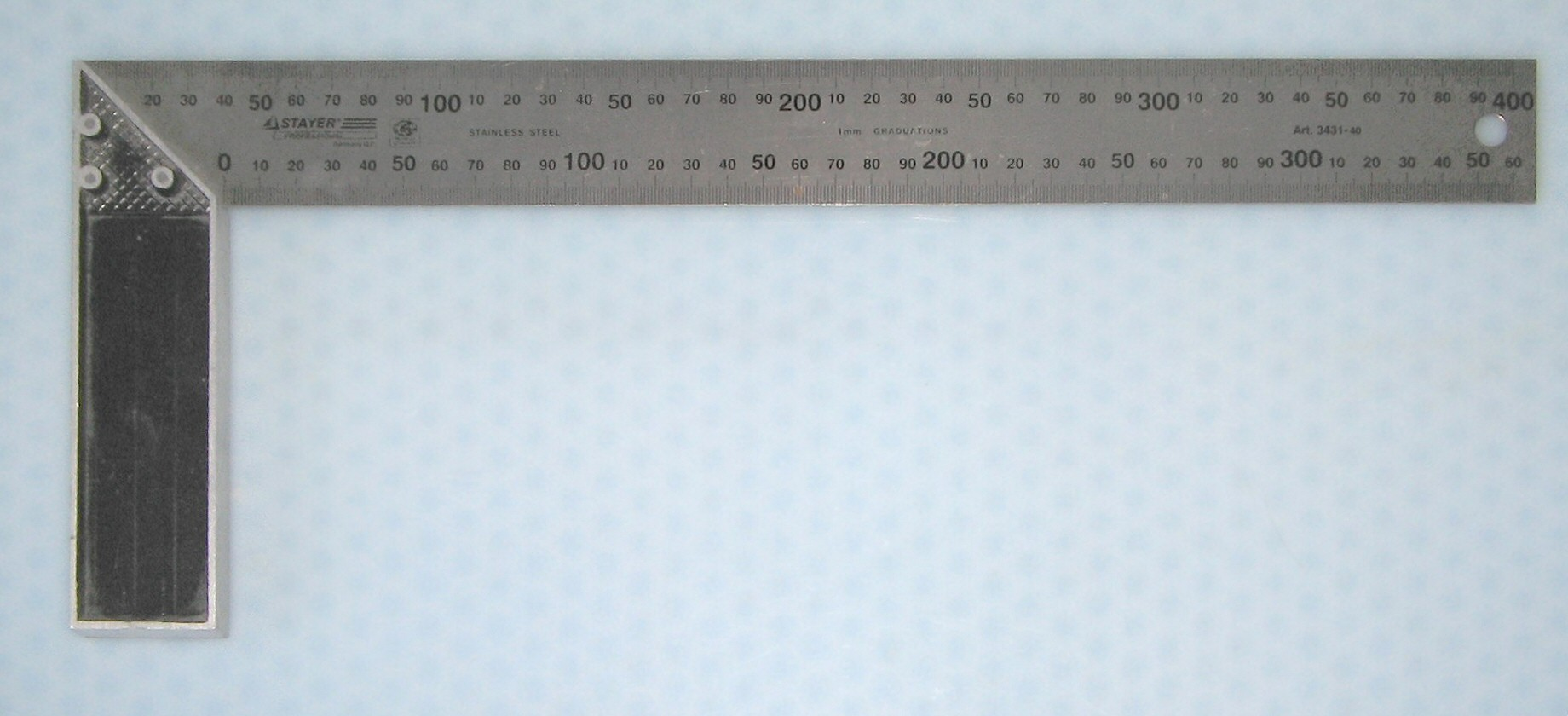
Équerre de menuisier graduée.
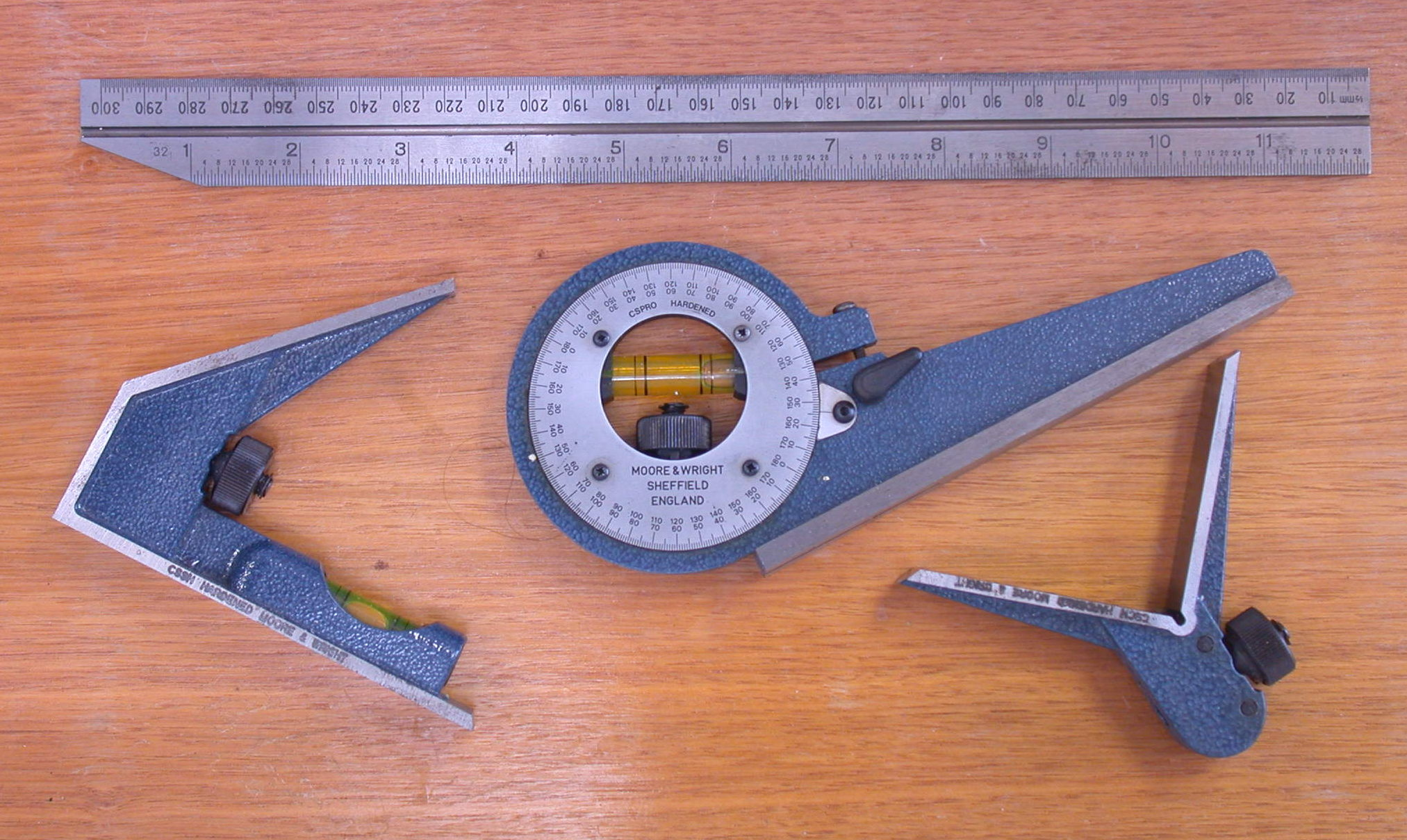
Équerre à combinaisons.
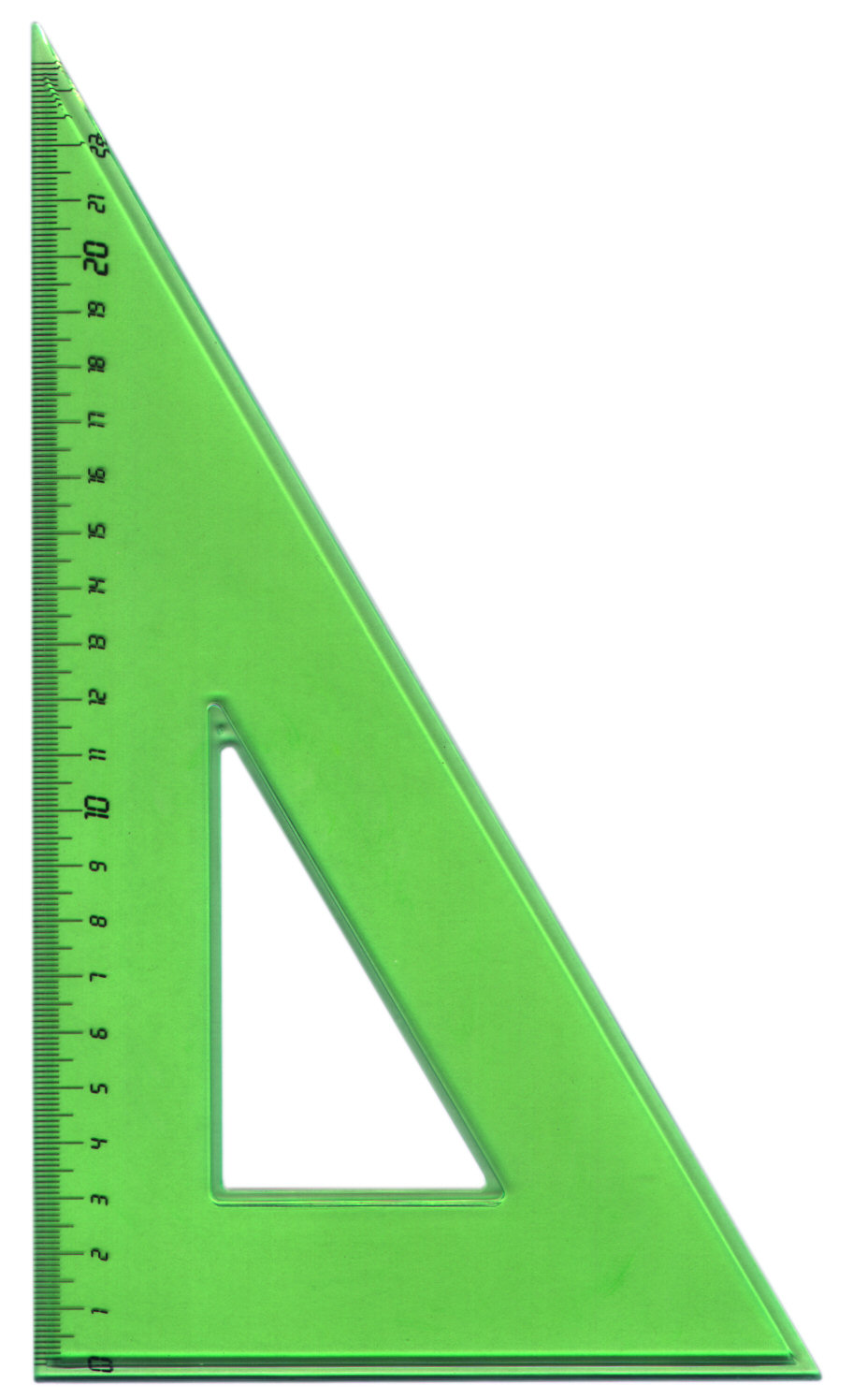
Équerre triangulaire à 30 et 60 degrés.
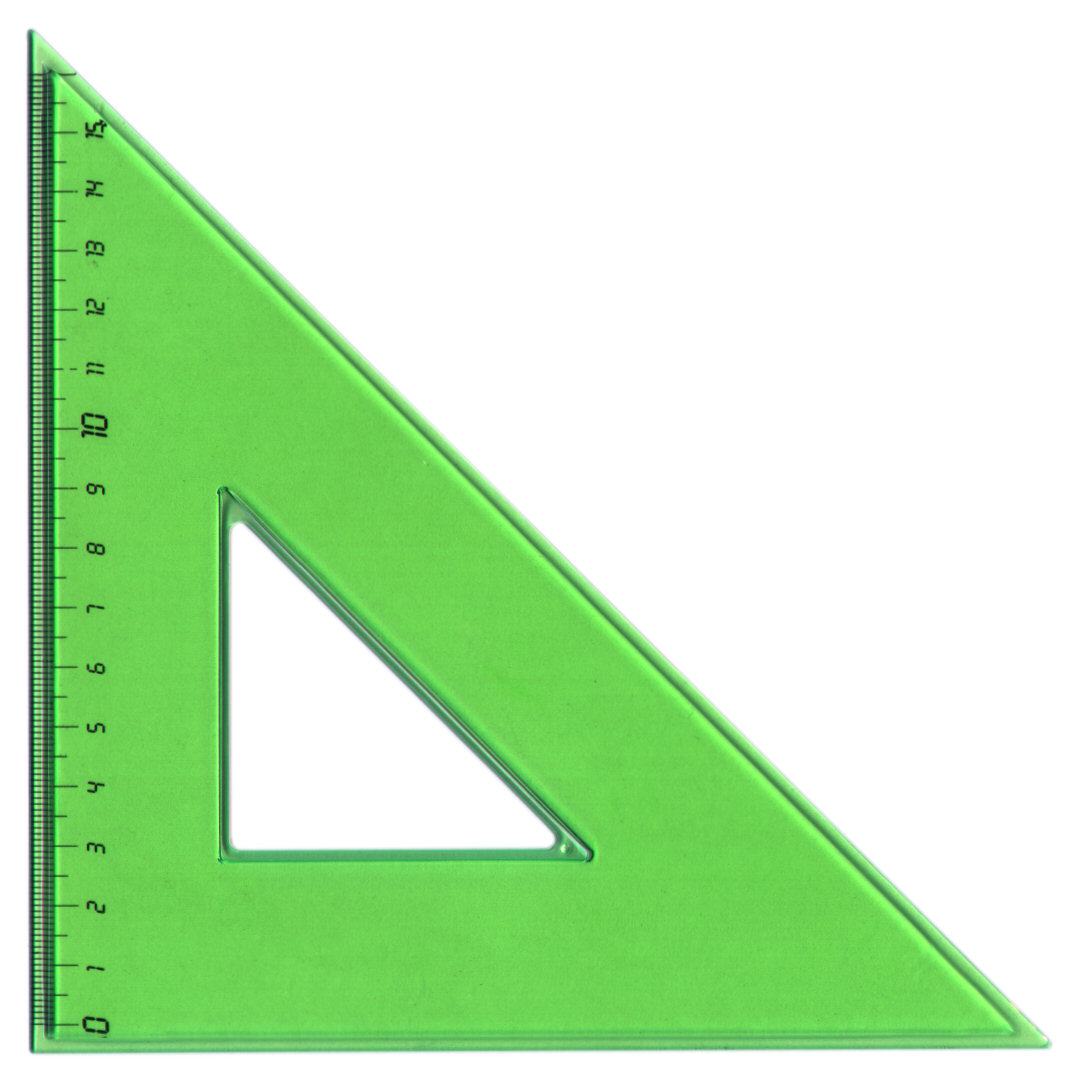
Équerre triangulaire à 45 degrés.
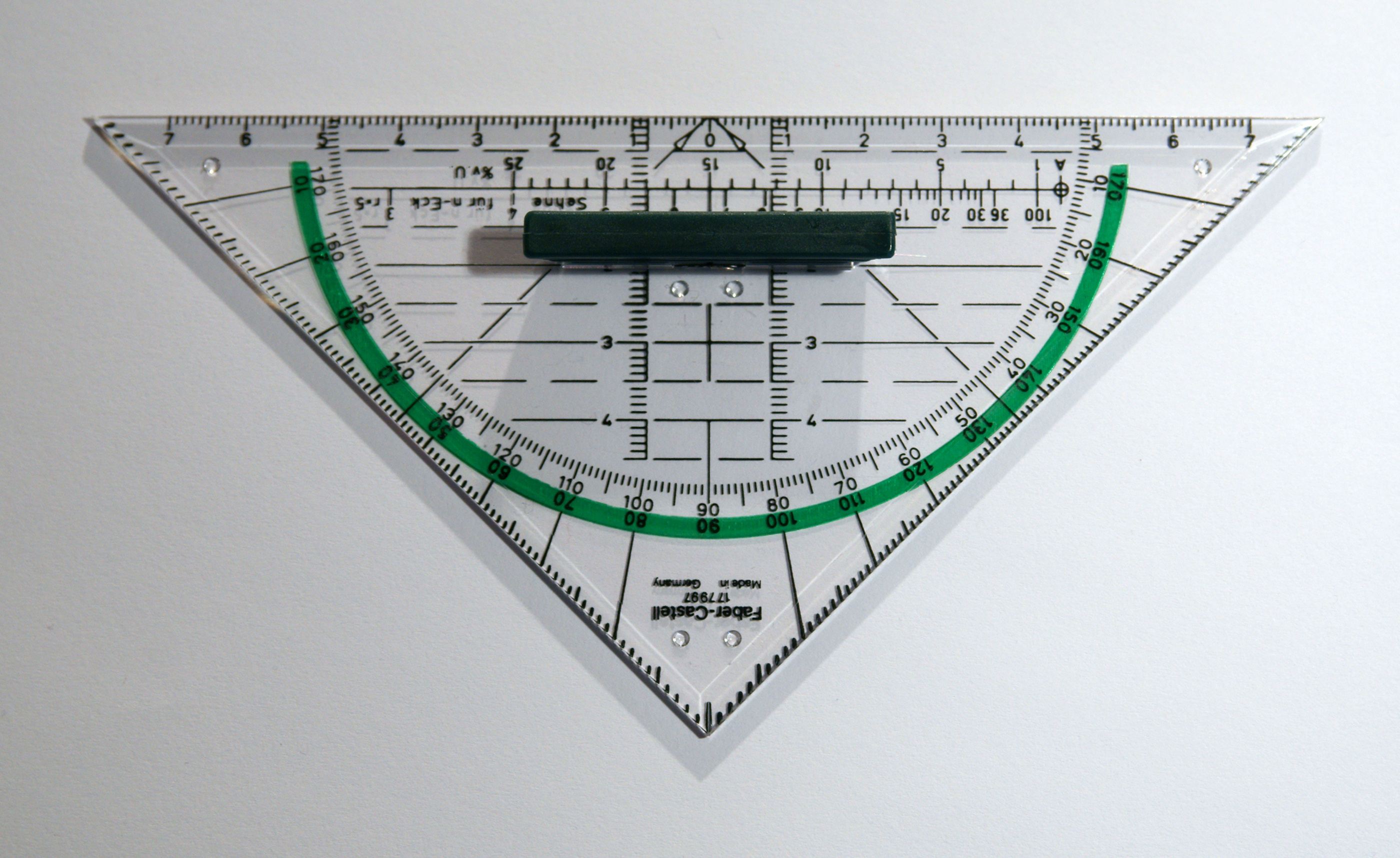
Équerre aristo.
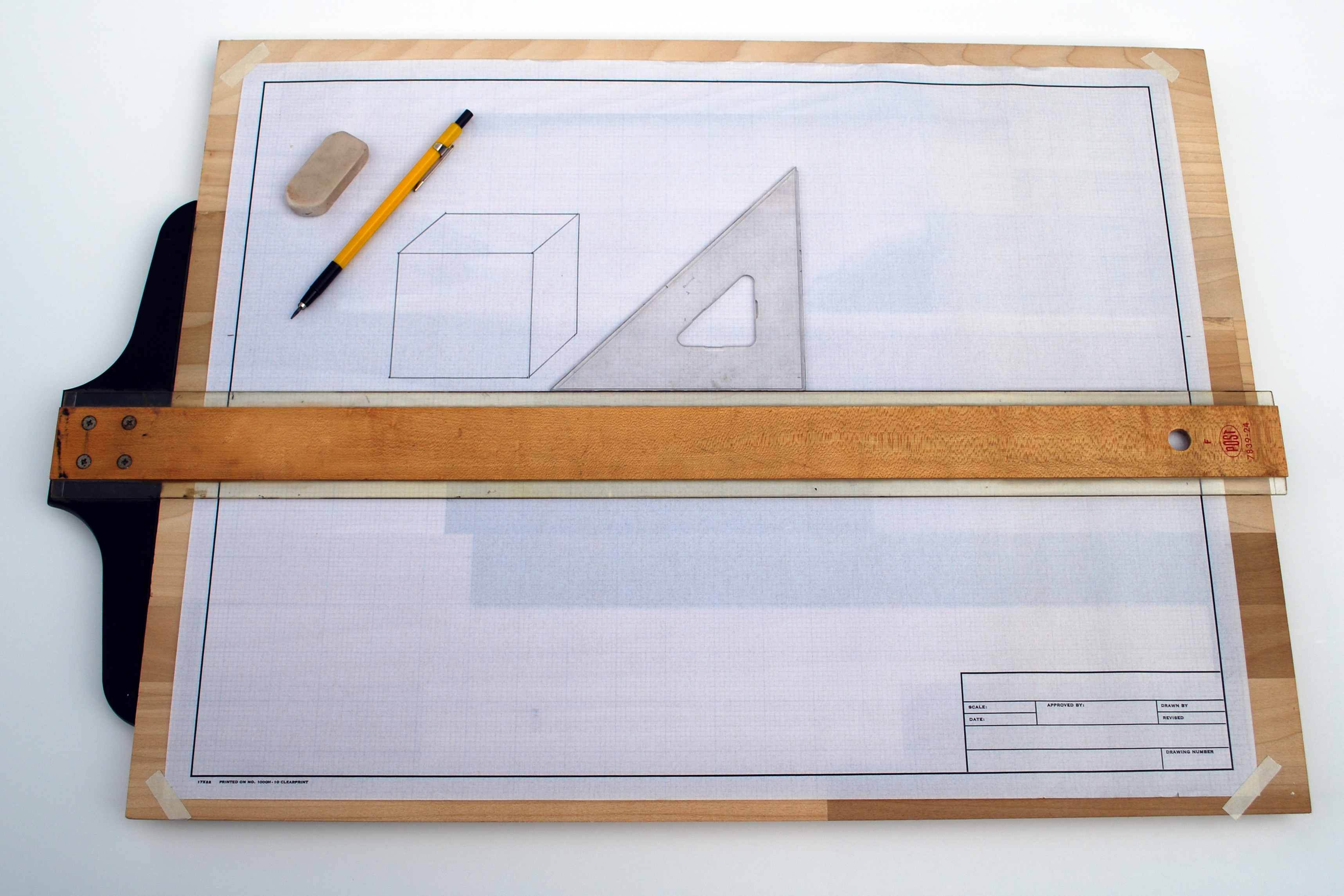
Double équerre (ou té) sur une planche à dessin.
L'Équerre des Francs-maçons.

### Structure
- Équerre métallique :
  - en une seule pièce en acier trempé (équerre de précision),
  - en deux pièces : talon en profilé d'aluminium étiré, règle rigide en inox graduée sur les deux faces (équerre de menuisier).
- Équerre en bois et métal :
  - le talon est en bois (palissandre massif pour les équerres de précision) pouvant être renforcé par des pièces en laiton,
  - la lame est en acier trempé, épaisseur généralement de 15/10 mm,
  - la liaison lame talon est assurée par un rivetage acier.
- Équerre en bois en une ou deux pièces.
- Équerre en matière plastique.

## Précision d'une équerre
Précision de mesure de :
- ± 0,02 mm pour des équerres de précision jusqu’à une longueur de branche de 350 mm,
- ± 0,04 mm pour des équerres de précision jusqu’à une longueur de branche de 600 mm et 750 mm.

### Contrôle de la précision d'une équerre de traçage
Pour vérifier que l'angle droit de l'équerre est réellement de 90 degrés, il suffit :
- De tracer une droite D et de positionner un point M n'appartenant pas à D.
- Tracer le projeté orthogonal de M sur la droite D, le bras d'appui à gauche.
- Tracer le projeté orthogonal de M sur la droite D le bras d'appui à droite.

Si les deux projetés orthogonaux coïncident parfaitement l'angle de l'équerre fait 90°.

## Symbolique de l'équerre
- Compagnonnage : l’équerre associée au compas est le symbole du compagnon accompli, dans sa rectitude et son ancienneté.
- Franc-maçonnerie :
  - l'équerre rappelle à l'initié que toutes ses actions doivent être dictées par la droiture et la justice, elle symbolise la stabilité dans l'effort et la rigueur, l'équité, la rectitude et l'équilibre[5].
  - l'équerre est le bijou du ou de la Vénérable d'une Loge maçonnique.
- Cultures occidentale et chinoise : Le compas et l'équerre évoquent respectivement le Ciel et la Terre.
  - L'expression kouei-kin, compas et équerre, indique les bonnes mœurs, le bon ordre, l’harmonie complémentaire des influences célestes (le compas) et terrestres (l'équerre), masculines (l'équerre) et féminines (le compas)[6].
  - Le compas symbolise l'Esprit et l'équerre la Matière[7].
- Arts et Métiers ParisTech : l’équerre, remise le jour des "508"[n 4] (milieu d'une ancienne scolarité en 1016 jours), est pour les Gadz'Arts symbole du chemin accompli et du chemin restant. Les rectitudes des deux branches symbolisent également les droitures morale et intellectuelle.

## Autres usages dérivés de l'équerre
De nombreuses pièces de quincaillerie en forme d'équerre permettent l'assemblage ou le renfort de pièces montées en général avec des angles droits. Exemple : une fenêtre en bois peut être renforcée par quatre équerres coudées à angle droit en haut et en bas de la fenêtre et de quatre équerres à plat sur la face interne de la fenêtre.
On trouve également des pièces de cette forme en bois ou de métal conçues pour soutenir une étagère, une tablette ou autre meuble. Elles sont plus communément appelées consoles.